# Hans Bourquin
Hans Bourquin (ur. 30 maja 1914, zm. w listopadzie 1997 w Sion) – szwajcarski wioślarz, złoty medalista olimpijski.
Wystąpił na igrzyskach olimpijskich w Amsterdamie w 1928, gdzie Szwajcarzy w składzie: Hans Schöchlin, Karl Schöchlin i Hans Bourquin (sternik) zdobyli złoty medal w dwójkach ze sternikiem. W finale wyprzedzili Francuzów o 5,8 sekundy. W chwili zdobycia medalu miał 13 lat i 292 dni, co czyniło go najmłodszym złotym medalistą olimpijskim w historii. Był to jego jedyny start olimpijski.